# Opius tolucaensis
Opius tolucaensis är en stekelart som beskrevs av Fischer 1968. Opius tolucaensis ingår i släktet Opius och familjen bracksteklar. Inga underarter finns listade i Catalogue of Life.